# Möðrudalur

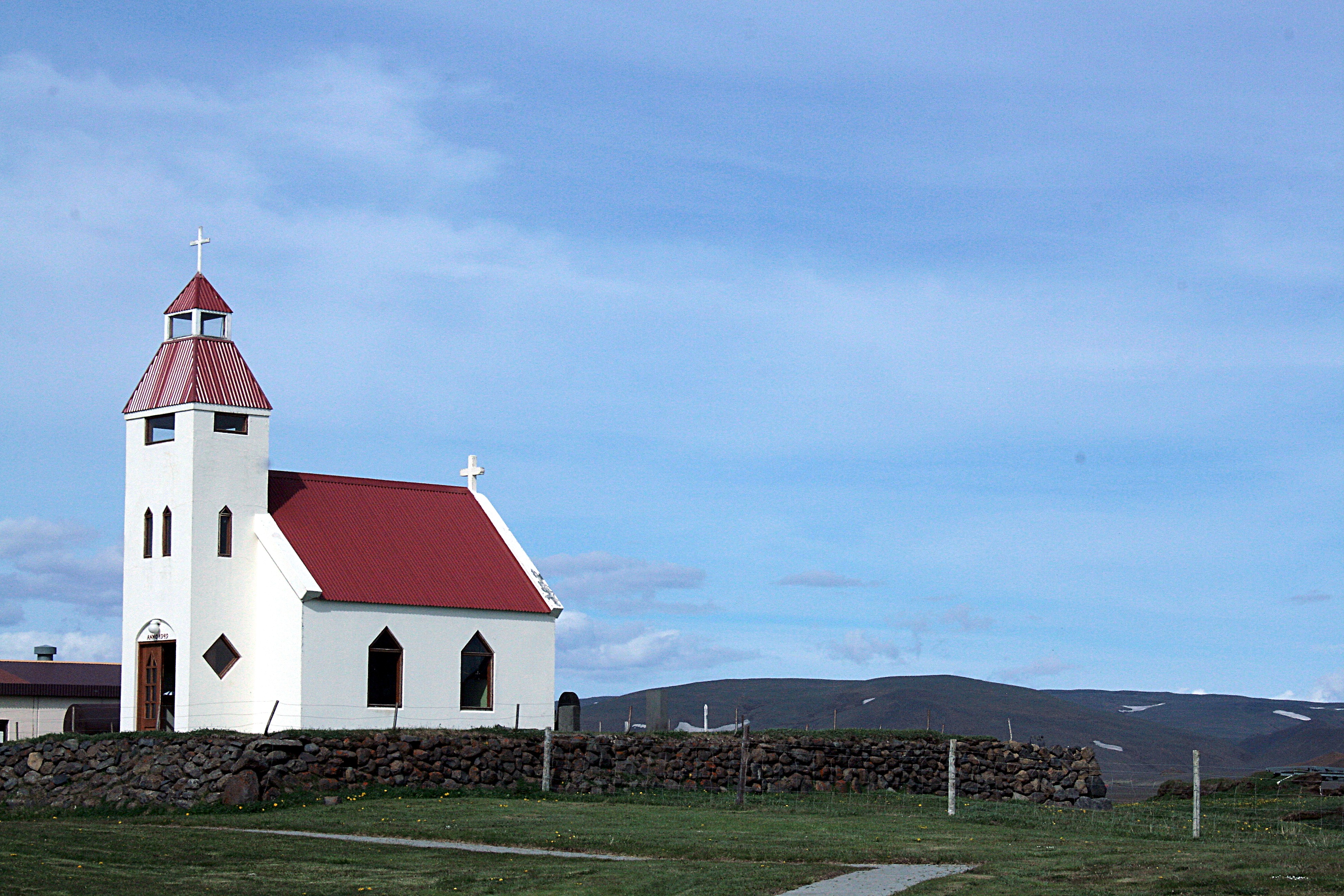
Iglesia de Möðrudalur.

Möðrudalur es una localidad del municipio de Fljótsdalshérað de la región de Austurland, en Islandia oriental, situado a lo largo de la Möðrudalsleið.

## Economía y transporte
Allí hay una iglesia construida por Jón A. Stefánsson en 1949, un restaurante y una estación de gasolina.
Es una localidad turística importante, pues desde este punto parten varias rutas hacia el interior de la isla.